# Владимир Лазаревић
Владимир Лазаревић (Грнчар, код Бабушнице, 23. март 1949) је пензионисани генерал-пуковник Војске Југославије. Био је командант Приштинског корпуса Војске Југославије за време Рата на Косову и Метохији и НАТО бомбардовања СРЈ, а касније и командант Треће армије Војске Југославије.

## Биографија
Генерал Владимир Лазаревић рођен је 23. марта 1949. године у селу Грнчару, општина Бабушница. Завршио је Војну академију 1972. године, a касније и Командно-штабну академију копнене војске и Школу националне одбране, све са одличним службеним оценама. Kao командир, командант и начелник различитих формација службовао је у Нишу, Призрену, Приштини, Београду и Лесковцу.
Начелник Штаба Приштинског корпуса постао је 1998. године, a шест месеци касније и командант Приштинског корпуса. Почетком 2000. постављен је за команданта Треће армијске области Војске Југославије. Четири пута га је ванредно унапредио бивши председник СРЈ Слободан Милошевић, a у априлу 1999. године одликован је Орденом ратне заставе.
Указом Војислава Коштунице, тадашњег председника СРЈ, 1. априла 2002. године постављен је на положај начелника Сектора за копнену војску. Са те дужности смењен је 7. августа 2003. године.
Ожењен је и има три сина и унука. Током рата са НАТО-ом, два сина су се све време борила на Космету, иако формацијски нису припадали тамо. Трећи је у то време био малолетан.
Против њега је крајем 2003. подигнута оптужница од стране Хашког трибунала. Хашка оптужница теретила је генерале Павковића, Лазаревића, Лукића и Ђорђевића да су од краја 1998. године склопили заједнички злочиначки подухват са циљем да протерају Албанце са Косова и Метохије. Пресуда је обухватала повезаност са масовним убиствима албанских цивила у Сувој Реци, Великој Круши, Избици, Меји, Ћушкој, Вучитрну, Дреници и Горњем Обрињу. Лазаревић се добровољно предао Хашком трибуналу 3. фебруара 2005. године. Осуђен је 2009. године на 15 година затвора, а 2014. године казна му је смањена на 14 година.
На слободу је пуштен 3. децембра 2015, после одслужења две трећине казне.

## Награде и признања
- Почасни грађанин Градске општине Пантелеј (2021)[3][4]
- Медаља борца са златном значком, доделио СУБНОР[5]